# Втрати батальйону «Зоря» (РФ, Донбас)
У статті наведено подробиці поіменних втрат батальйо́ну «Зоря́»,  збройного формування 2-го армійського корпусу окупаційних військ РФ на Донбасі.

## Війна на Донбасі
| п/п | Прізвище, ім'я, по-батькові              | Звання/посада                                  | Місце смерті                             | Дата народження | Дата смерті   |
| --- | ---------------------------------------- | ---------------------------------------------- | ---------------------------------------- | --------------- | ------------- |
| 1.  | Бобровніков Валерій Валерійович          | танкіст                                        | Гостра Могила, Луганська область         | 08.08.1978      | 11.06.2014    |
| 2.  | Богза Валерій Юрійович                   | стрілець                                       | Стукалова Балка, Луганська область       | 26.01.1991      | 17.06.2014    |
| 3.  | Бондаренко Ігор Костянтинович-«Фінн»     |                                                | поблизу смт. Металіст, Луганська область | 29.11.1971      | 17.06.2014    |
| 4.  | Бистрюков Дмитро Олександрович           | 1 рота, командир 6-го взводу                   | Металіст, Луганська область              | 10.02.1987      | 17.06.2014    |
| 5.  | Костеньков Олександр Сергійович-«Жгут»   |                                                | Стукалова Балка, Луганська область       | 06.05.1983      | 17.06.2014    |
| 6.  | Максимов Максим Олександрович («Дизель») |                                                | Стукалова Балка, Луганська область       | 10.08.1980      | 17.06.2014    |
| 7.  | Потапов Максим Іванович                  |                                                | Металіст, Луганська область              | 24.03.1976      | 17.06.2014    |
| 8.  | Романов Андрій Васильович («Рома»)       |                                                | Металіст, Луганська область              | 02.09.1986      | 17.06.2014    |
| 9.  | Швечиков Олександр Сергійович («Мойша»)  | командир відділу в спецвзводі                  | Стукалова Балка, Луганська область       | 11.07.1983      | 17.06.2014    |
| 10. | Руднєв Євген Андрійович («Гусар/Танк»)   |                                                |                                          | 20.05.1983      | до 24.06.2014 |
| 11. | Гредюшко Олег Олександрович              | спецвзвод, помічник кулеметника                | Металіст, Луганська область              | 21.11.1974      | 27.06.2014    |
| 12. | Сич Олександр Володимирович              |                                                | Ізварине                                 | 12.03.1985      | 09.07.2014    |
| 13. | Цимбаліст Вадим Миколайович              |                                                | Ізварине                                 | 25.01.1977      | 09.07.2014    |
| 14. | Гузовець В'ячеслав Петрович              | заступник командира групи, 3-я штурмовая група | Луганськ                                 | 22.04.1990      | 11.07.2014    |
| 15. | Єпишов Сергій Володимирович              | 1 рота 2 взвод                                 | Металіст                                 | 19.01.1976      | 12.07.2014    |
| 16. | Житников Сергій Борисович                | командир танку                                 | Металіст                                 | 07.01.1964      | 14.07.2014    |
| 17. | Зубко Олег Юрійович                      | стрілець, 1 рота, 6 взвод                      | Міжнародний аеропорт «Луганськ»          | 08.05.1970      | 14.07.2014    |